# Keskak
Keskak (persiska: کسکک) är en ort i Iran.   Den ligger i provinsen Khorasan, i den nordöstra delen av landet, 700 km öster om huvudstaden Teheran. Keskak ligger 1 732 meter över havet och antalet invånare är 176.
Terrängen runt Keskak är kuperad, och sluttar söderut. Runt Keskak är det ganska glesbefolkat, med 25 invånare per kvadratkilometer. Närmaste större samhälle är Robāţ-e Sang, 11,0 km nordväst om Keskak. Trakten runt Keskak består i huvudsak av gräsmarker.